# David Maneiro
David Maneiro (* 17. Februar 1989) ist ein andorranischer Fußballspieler, der seit 2019 für Atlètic Club d’Escaldes spielt.
Maneiro gab sein Debüt in der Nationalmannschaft Andorra 2009 gegen die Auswahl der Ukraine. Bis 2017 bestritt er insgesamt zwölf Länderspiele.